# Justyna Kojro
Justyna Kojro (ur. 29 czerwca 1986) – polska judoczka.
Zawodniczka klubów: KS Wasilków (2001-2002), Jagiellonia JC Białystok (2005), KS AZS AWFiS Gdańsk (2007-2010), KJ Politechniki Białostockiej Białystok (2012-2016). Wicemistrzyni Polski seniorek 2009 oraz dwukrotna brązowa medalistka mistrzostw Polski seniorek w kategorii do 48 kg (2008, 2015). Brązowa medalistka młodzieżowych mistrzostw Polski 2008.